# Shoma Ridge
Shoma Ridge  ist ein Gebirgskamm im Norden von Südgeorgien im Südatlantik. Auf der Barff-Halbinsel erstreckt er sich vom Mills Peak westlich der Rookery Bay in nordöstlicher Richtung.
Das UK Antarctic Place-Names Committee benannte ihn 2014 in Erinnerung an den britischen Walfänger Shoma, bei dessen Havarie infolge einer Kollision mit der West Skerry in einem Sturm am 7. Februar 1934 die gesamte aus zwölf Männern bestehende Besatzung ums Leben gekommen war.